# Lips on Lips
Lips on Lips es el segundo miniálbum de Tiffany Young. El disco fue lanzado el 23 de febrero de 2019 por Transparent Arts y consiste de cinco canciones, incluyendo los singles «Born Again» y «Lips on Lips».

## Antecedentes y lanzamiento
En octubre de 2017, después de que su contrato con SM Entertainment finalizara, Tiffany firmó con Paradigm Talent Agency. En ese año, Tiffany lanzó varias canciones como solista, y el 25 de enero de 2019, lanzó «Born Again» y en el mismo día, se anunció que sería parte del EP, Lips on Lips.
Lips on Lips se lanzó el 22 de febrero en varias plataformas de música, como iTunes, Spotify, Apple Music y otras. El día del lanzamiento del álbum, Tiffany hizo una transmisión en V Live, donde le contó a los fanes sobre el nuevo álbum e interpretó varias canciones.

## Lista de canciones
| Lips on Lips |                |                                                     |                               |          |  |
| N.º          | Título         | Letras                                              | Música                        | Duración |  |
| 1.           | «Born Again»   | Tiffany Young, Satica, Fiction                      | Miro, Dnnyd, Fernando Garibay | 3:13     |  |
| 2.           | «Lips on Lips» | Young, Satica, Kev Nish                             | 9AM                           | 3:44     |  |
| 3.           | «The Flower»   | Young, Satica, Varren Wade                          | 9AM                           | 3:01     |  |
| 4.           | «Not Barbie»   | Young, Satica, Ginette Claudette, Nish, Ricky Tillo | August Rigo                   | 3:24     |  |
| 5.           | «Runaway»      | Babyface                                            | The Rascals                   | 3:46     |  |
| 16:28        |                |                                                     |                               |          |  |

| Bonus track |                |                                                  |                           |          |  |
| N.º         | Título         | Letras                                           | Música                    | Duración |  |
| 1.          | «Teach You»    | Young, Satica, Nish, Rachel West, Allie McDonald | Mike Derenzo, AObeats     | 3:06     |  |
| 2.          | «Over My Skin» | Young, Satica, Kev Nish                          | Far East Movement, Khwezi | 2:56     |  |
| 22:04       |                |                                                  |                           |          |  |

## Promoción
Tiffany promocionó el EP a través de Lips on Lips Mini Showcase Tour, que abarcó ocho fechas en Norteamérica en marzo de 2019.

## Posicionamiento en listas
| Lista (2019)                        | Mejor posición |
| ----------------------------------- | -------------- |
| Corea del Sur (Gaon)                | 8              |
| Estados Unidos (Heatseekers Albums) | 9              |
| Estados Unidos (Independent Albums) | 30             |

## Ventas
| Región        | Ventas |
| ------------- | ------ |
| Corea del Sur | 10 564 |